# 国分町 (仙台市)
国分町（こくぶんちょう）は、宮城県仙台市青葉区の町丁。郵便番号は980-0803。現行行政地名は国分町一丁目から国分町三丁目であり、全域で住居表示を実施している。住民基本台帳に基づく人口は1,850人、世帯数は1,235世帯（2025年4月1日現在）。
江戸時代には仙台城の城下町における奥州街道沿いの町人町として、大町とともに商業の中心として栄えた。明治以降は中心業務地区（CBD）化し、高度経済成長後には2丁目が東北地方最大の歓楽街となった。

## 概要

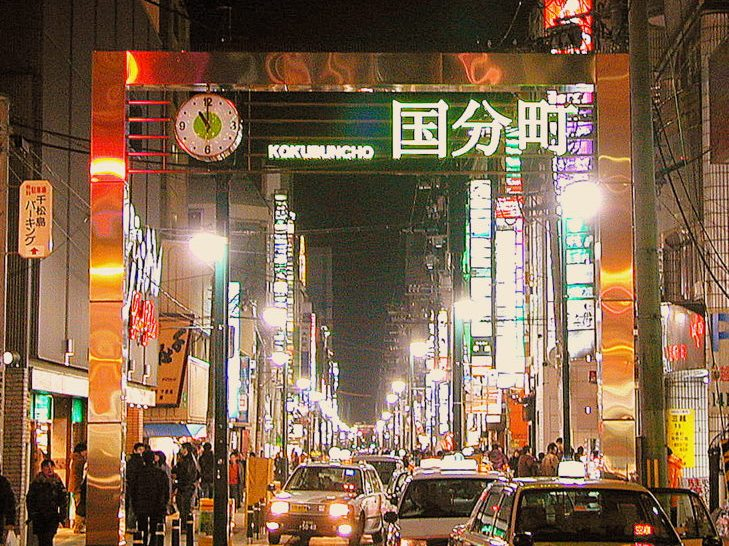
定禅寺通との交差点から南向きに見た国分町通（2009年12月30日）

仙台市都心部にある町名のひとつであり、南北に走る国分町通を中心に発達している。広瀬通南側の国分町一丁目、定禅寺通と広瀬通の間の国分町二丁目、定禅寺通北側の国分町三丁目からなる。
国分町一丁目はオフィス街であるが、国分町二丁目は東北地方最大の歓楽街となっており、その歓楽街を指して地元では「分町」（ぶんちょう）と呼ばれることもある。
国分町三丁目には仙台市役所があり、定禅寺通と市役所前の市民広場を中心に、仙台光のページェントや定禅寺ストリートジャズフェスティバル等の仙台を代表するイベントが行われている。
江戸時代には仙台城下の中心であった芭蕉の辻から北は表小路まで、奥州街道の一部として南北に細長く伸びる町で、大町と一、二を争う商業中心として栄えていた。現在の読みは「こくぶんちょう」であるが、江戸時代には「こくぶんまち」であり、地元では「こっぷんまち」「こっぽんまち」と発音した（参照）。1970年（昭和45年）の住居表示実施にともなう町名変更で東西に範囲を広げ、一丁目から三丁目に分けられた。

## 面積と世帯数と人口
各丁目と国分町全体の面積、2025年（令和7年）4月1日現在の世帯数と人口は以下の通りである。
| 丁目         | 面積     | 世帯数 | 人口  |
| ------------ | -------- | ------ | ----- |
| 国分町一丁目 | 0.043km2 | 278    | 393   |
| 国分町二丁目 | 0.093km2 | 90     | 136   |
| 国分町三丁目 | 0.093km2 | 867    | 1,321 |
| 計           | 0.229km2 | 1,235  | 1,850 |

## 国分町の範囲
国分町と言った場合、その示す範囲は3種類ある。
1. 住所表記上の国分町。現在国分町一丁目〜国分町三丁目に分かれているが範囲は明確。
2. 藩政以来の旧町名としての国分町。南は芭蕉の辻から北は表小路まで。住所表記上の国分町と南北の範囲はほぼ同じであるが、国分町通沿いの地域だけをさすので東西の範囲は狭い。
3. 飲食街・歓楽街としての国分町。二丁目全域を中心に南は広瀬通沿い一丁目から北は定禅寺通沿い三丁目一部を含む。また西は晩翠通沿いの立町（行政地名）を含む。更に東側については、稲荷小路と虎屋横丁の半分が一番町四丁目の住所表記になっており、また一番町四丁目商店街に進出した大手居酒屋チェーンのほとんどが国分町店と名乗ることから、飲食街としての国分町は、一番町四丁目を含むと考えられる。仙台のソープランド6店は全て国分町地区にあるが、住所表記上はすべて一番町四丁目になる。

## 飲食街・歓楽街
国分町は「東北地方最大の歓楽街」である。居酒屋・和食料理屋・スナック・バーといった飲食店の他に、キャバクラ・ホストクラブなどの風俗店が集積している。その数は国分町二丁目と稲荷小路・虎屋横丁で約2,350店。飲食街・歓楽街としての国分町全体で約2,700店。バブル景気時より集客が落ち込んでいると言われるものの、現在でも週末(金・土曜日)には国分町通と稲荷小路の通行量合計は一晩で6〜7万人を数える。
ほとんどの飲食店は、東端が東一番丁、南端が広瀬通、西端が晩翠通、北端が定禅寺通に囲まれたブロック内に集中している。このブロック内では、県の風適法施行条例により、風適法対象店が午前1時まで営業可能である（東北公済病院がある国分町二丁目3番を除く）。
客引きは、宮城県迷惑防止条例による規制があるが、居酒屋や風俗店を中心に400人以上が行っている。2018年7月の調査では、国分町の客引きが飽和状態となり、周辺部の商店街や仙台駅前周辺まで遠征する事例が増えたため約700人を数えた。仙台市は、2022年に客引きの全面禁止を盛り込んだ条例を制定した。
また、暴力団の活動を抑え込むこと等を目的として、宮城県は2023年に暴力団排除条例を改正し、国分町1-3丁目を暴力団排除特別強化地域に指定。みかじめ料の支払いや用心棒の供与等について、店側および暴力団側双方に罰則規定を設けた。
国分町発祥のものとして、仙台牛タン、炉端焼き、レゲエパンチがある。

## 国分町二丁目と旧町名
1970年（昭和45年）の住居表示の実施により、国分町二丁目には国分町通より西側の4つの旧町名(立町・本櫓丁・元鍛冶丁・定禅寺通櫓丁）地域の一部が含まれた。一方で、旧町名では国分町の一部であった稲荷小路・虎屋横丁の半分が、一番町四丁目になった。

### 「立町」（たちまち）
ホテルグランテラス仙台国分町から西側の広瀬通沿いの地域であり、国分町一丁目・二丁目・大町二丁目・立町の4つに分かれた。現在の住所表記上の立町とは異なる。旧町名の「立町」は藩政以来の御譜代町の1つ。

### 「本櫓丁」（もとやぐらちょう）
戦前から割烹・料理屋・待合・芸者置屋等が並ぶ地域だった。国分町二丁目と立町の2つに分かれ、立町側は割烹等の跡地にラブホテルが建ち、現在は11棟のラブホテルを中心に性風俗の街となっている。

### 「元鍛冶丁」(もとかじちょう）
国分町交番やディスカウントストアのドン・キホーテ等のある地域。晩翠通を境に国分町二丁目と立町の2つに分かれた。

### 「定禅寺通櫓丁」（じょうぜんじどおりやぐらちょう）
国分町通より西側の定禅寺通沿いの地域であり、国分町二丁目・三丁目・立町・春日町の4つに分かれた。

## 歴史
国分町は、戦国時代に陸奥国分寺の門前にあった町の住民が、仙台建設の際に集団移転してできた町とされる。北隣の二日町も同じである。国分町は城下に通した奥州街道の両側に置かれた。江戸時代の仙台の中心商業地は、芭蕉の辻（国分町通と中央通との交差点。明治期の写真）付近であった。1941年（昭和16年）に芭蕉の辻近くに日本銀行仙台支店が置かれ、周辺は金融街・オフィス街として発達した。現在、金融街としては、芭蕉の辻周辺から青葉通沿いに広がっているが、芭蕉の辻周辺は東北地方の金融機関が多く、仙台駅に近い青葉通沿いには都銀系が多い。芭蕉の辻から南町通までは、仙台市電が走っていたこともあり、通りを通じて最も道幅が広い。
広瀬通より北も江戸時代から商業の街であったが、本陣を中心に旅籠があり、宿場町的な色彩があったという。そのような宿泊施設が集まる国分町は、明治維新で大きく変化する。1869年（明治2年）、仙台城に官軍が入城し、その要請で国分町に遊廓が開業した。後に「軍都」と呼ばれるようになる大きな軍隊が駐留した都市では、男女の住民比において特に若い男性が方が極端に多くなるため、軍の秩序維持のためにもこのような施設が設置された。仙台藩は戊辰戦争に敗北して石高を62万石から28万石に減らされたため、没落士族の娘が遊郭に売られる場合もあった。
仙台城二の丸の官軍は、東北鎮台（写真。明治政府直轄の石巻県石巻にあった東山道鎮台が、廃藩置県を契機に仙台に移転）、仙台鎮台と名を変えて常備軍となり、二の丸に司令部を始めとした中枢部を置いて発展していくことになる。1878年（明治11年）、二の丸から仲の瀬橋を渡って北に位置する常盤丁に国分町から20数軒の遊女屋が移転した（写真。後の日清戦争時に蜂屋敷に遊郭が移転した後は元常盤丁と呼ばれた）。1886年（明治19年）、常盤丁の南に隣接する現在の西公園に偕行社（陸軍の将校クラブ。写真）が設置された。遊郭と将校クラブが隣接してあるのは軍隊の士気にも関わる問題となり、日清戦争勃発を期に、1894年（明治27年）には、当時の北東郊外であった宮町の東の蜂屋敷（旅籠町、新常盤町、常盤丁遊郭との俗称あり。33軒。写真）に遊郭は移転した。蜂屋敷のほど近くには歩兵第四連隊（現・榴岡公園）、騎兵第二連隊（現・東華中学校）、練兵場（現宮城野原公園総合運動場および仙台貨物ターミナル駅）、飛行場（現・仙台医療センター）、台原陸軍射撃場（仙台台原小銃射撃場。旧宮城県警察学校から台原小学校にかけて）などの軍の施設がつくられ、遊郭は戦後まで続いた。
仙台鎮台は、1888年（明治21年）5月に第二師団となり、二の丸に第二師団司令部と歩兵第三旅団司令部、隣接する現・仙台国際センターの土地には工兵第二連隊司令部、現・亀岡住宅には輜重兵第二連隊、三の丸と追廻は練兵場、現東北大学青葉山キャンパスは工兵作業場として使われるなど、広瀬川の西側の川内地区でも軍の拡充が続いた。
遊郭が蜂屋敷に移転したあと、第二師団最寄りの歓楽街として、西の二の丸方面から延びるように東西の道である本櫓丁とその東に続く虎屋横丁を中心に、料亭や芸者置屋が軒を連ねるようになった。本櫓丁には歌舞伎座もあった。
仙台空襲で戦災を受けながらも、本櫓丁・虎屋横丁の花柳界は続き、高度経済成長と都市化を背景に昭和40年代頃に最盛期を迎えた。1970年（昭和45年）2月1日、仙台市は複雑になった国分町周辺の住居表示を実施、現在の国分町一丁目～三丁目として施行されている。1971年（昭和46年）のニクソンショック、1973年（昭和48年）のオイルショックで低成長時代に日本は突入するが、東北地方ではそれまでの東京への流出に歯止めがかかり、第三次産業化を背景に、仙台市を始めとした県庁所在地に人口が集中するようになった。仙台への庶民の流入を背景に、1970年代からは国分町に飲食店ビルが立ち並び始め、国分町は花柳界の街から庶民的な歓楽街へと変化し、面的な広がりを持つようになった。しかし、今も呼べば芸者が来る料亭が本櫓丁に数軒残っている。また、拡幅された細横丁（現在の晩翠通）より西の立町（たちまち）のブロックにはラブホテルが林立した（その他の都心部での立地は元常磐丁と花京院であったが、元常盤丁では廃業）。立町では、シティホテルやビジネスホテルへの転換例も見られる。
現在は、ロードサイド店舗型の飲食店の出現や郊外ターミナル駅（泉中央駅など）の周辺に飲食店街の形成が見られ、国分町と郊外との対立がある。また、賃料の安い国分町の外の横丁に若者が次々飲食店を出してきた経緯もあって、地元誌が横丁の特集を度々組んでおり、国分町と横丁の対立も見られる。他方、仙台市の経済圏の拡大で県外客が仙台での買い物帰りなどに飲食を行う傾向があるため、高速バスのバス停がある広瀬通一番町周辺や、仙台駅周辺（広瀬通と駅前通の交叉点付近やハピナ名掛丁など）に飲食店の集積が見られるようになってきている。また、定禅寺通より北側のブロックでは静かに飲食できるような路面店が次々出店しており、飲食店ビル型の国分町と対峙するようになった。2007年（平成19年）12月8日には、晩翠通と元鍛冶丁の交叉点の立町側に東北地方の旗艦店となるドン・キホーテ晩翠通店が開業し、周囲に飲食店を引き寄せている。このように、郊外、横丁、駅前、高速バス停前、国分町周囲などと国分町との間で様々な競争が見られ、国分町も変化を強いられている。
かつては、あまりの酷さにニューヨーク・タイムズの日本版に状況が報道されたピンクチラシの問題は、法改正によって2000年代前半からほとんど見られなくなった。
なお、蜂屋敷の遊郭が廃止された戦後の仙台では、国分町以外に、旅館街・屋台街でもあった仙台駅北のX橋周辺（花京院）、現在仙台第一生命タワービルがある旧仙台市立病院周辺（森徳横丁周辺）、常盤丁の北の東北大学病院前の裏道辺り、旧長町宿から続く長町の裏道周辺に風俗街的なものがあったが、いずれも再開発などで現在はほとんど見られない。また、1990年代までのストリップ劇場の宮城県内の分布は、仙台市内では国分町に数軒、長町に1軒、苦竹駅前（陸上自衛隊東北方面隊・仙台駐屯地に隣接）に1軒あり、市外では港町の石巻市に1軒、県北西の鳴子温泉に1軒あったが、現在は国分町の1軒を残すのみである。

## 歓楽街「国分町」の主な道

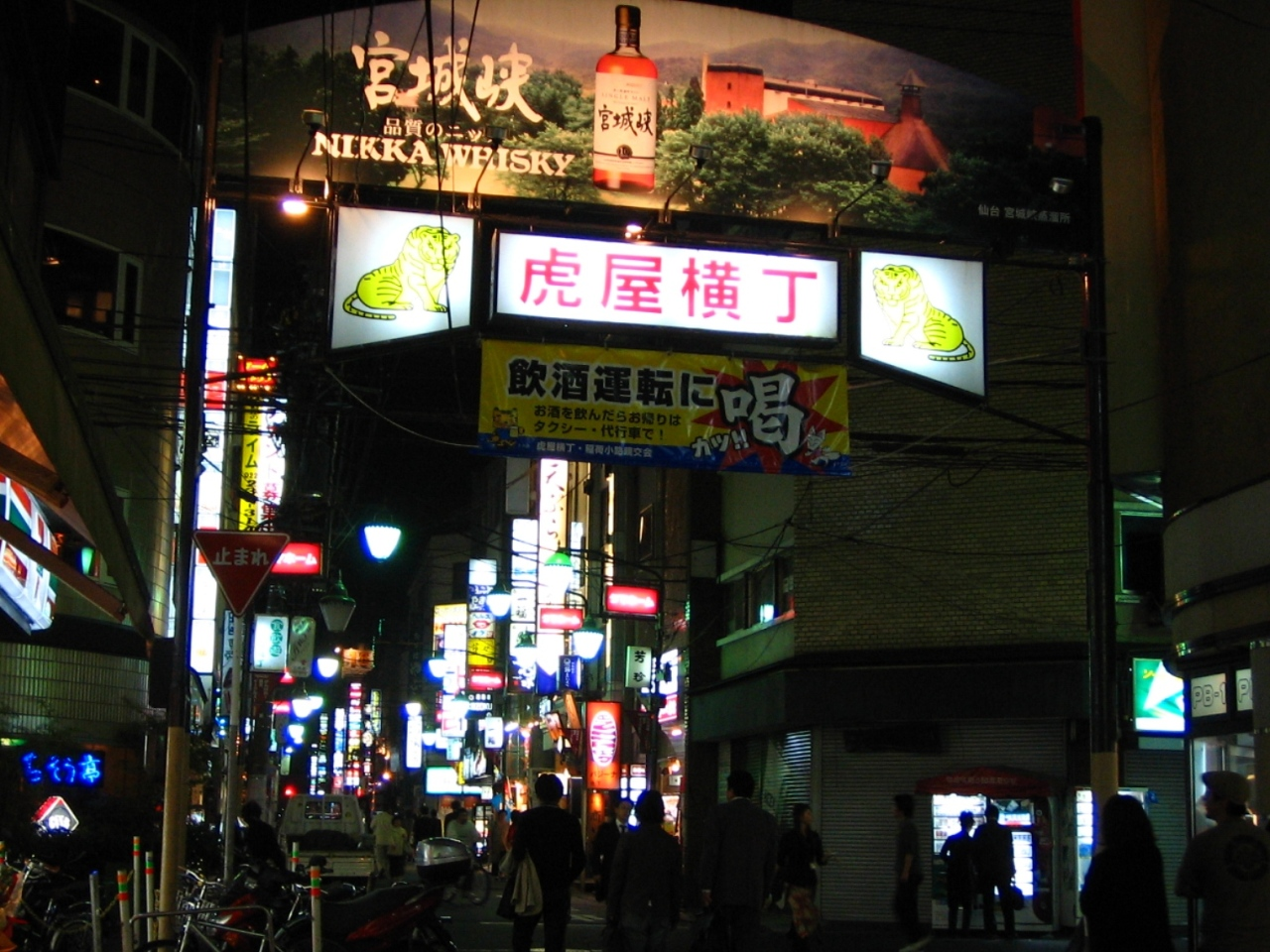
虎屋横丁

### 南北
- 稲荷小路
- 国分町通
- 公済病院裏通
- 晩翠通

### 東西
- 定禅寺通
- 元鍛冶丁
- 虎屋横丁
- 本櫓丁
  - 仙台城二の丸から仲の瀬橋を渡ると、（元柳町）・本櫓丁・虎屋横丁・（森徳横丁・元寺小路・宮城野橋・鉄砲町）と道が一直線に続く。本櫓丁に今も東北公済病院があり、森徳横丁には旧・仙台市立病院があった。元寺小路を経て、宮城野橋のたもとで仙台駅に至る。
- 七福通
- 広瀬通

## 交通アクセス

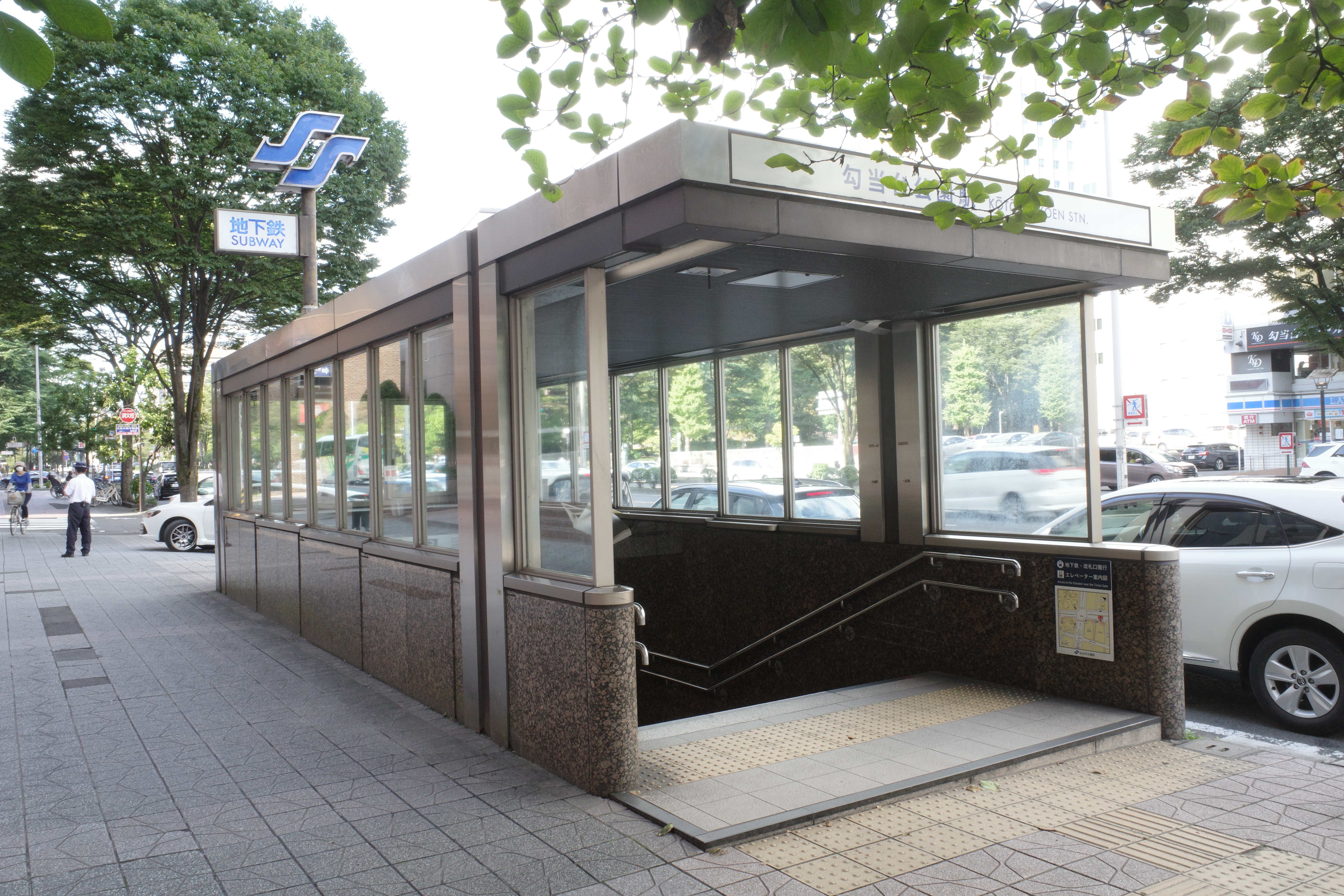
勾当台公園駅南3番出入口
仙台市における官庁街も近い

### 地下鉄
仙台市地下鉄
- 南北線：勾当台公園駅公園出口から西へ徒歩

## 放送
- Date fm『Yeah!!国分町』（2009年10月〜）
  - 出演：大坂ともお、かまぁ〜ず

## 祭り

### 現在行われている祭り
- キラキラBun-cho Night（イルミネーションイベント）
- 国分町七夕ひろば
- 国分町夜ジャズ

### 休止中
- 国分町フェスティバル（1998年〜2003年）[15]
- Bright Lights（会場の元鍛冶丁公園が整備中により）